# Robin Koch
Robin Koch (Kaiserslautern, 17 luglio 1996) è un calciatore tedesco, difensore dell'Eintracht Francoforte, di cui è capitano, e della nazionale tedesca.

## Biografia
È il figlio dell'ex calciatore Harry Koch.

## Carriera

### Club
Dopo aver iniziato la carriera professionistica con il Kaiserslautern, squadra della sua città, il 22 agosto 2017 viene acquistato dal Friburgo, con cui firma un quadriennale.
Il 29 agosto 2020 viene ceduto al Leeds United per 13 milioni di Euro.
Il 6 luglio 2023 viene ceduto in prestito all'Eintracht Francoforte.
Il 9 gennaio 2024 viene riscattato dalle aquile.
Il 17 agosto 2025 viene nominato come nuovo capitano del club tedesco.

### Nazionale
Il 9 ottobre 2019 debutta in nazionale maggiore in occasione del pareggio per 2-2 in amichevole contro l'Argentina.
Il 19 maggio 2021 viene inserito nella lista dei convocato per l'Europeo.

## Statistiche

### Presenze e reti nei club
Statistiche aggiornate al 30 giugno 2023.
| Stagione                 | Squadra                  | Campionato               | Campionato | Campionato | Coppe nazionali | Coppe nazionali | Coppe nazionali | Coppe continentali | Coppe continentali | Coppe continentali | Altre coppe | Altre coppe | Altre coppe | Totale | Totale | Totale |
| Stagione                 | Squadra                  | Comp                     | Pres       | Reti       | Comp            | Pres            | Reti            | Comp               | Pres               | Reti               | Comp        | Pres        | Reti        | Pres   | Reti   |        |
| ------------------------ | ------------------------ | ------------------------ | ---------- | ---------- | --------------- | --------------- | --------------- | ------------------ | ------------------ | ------------------ | ----------- | ----------- | ----------- | ------ | ------ | ------ |
| 2014-2015                | Eintracht Trier          | RL                       | 23         | 2          | CR              | 2               | 0               | -                  | -                  | -                  | -           | -           | -           | 25     | 2      |        |
| 2015-2016                | Kaiserslautern II        | RL                       | 24         | 1          | -               | -               | -               | -                  | -                  | -                  | -           | -           | -           | 24     | 1      |        |
| ago. 2016                | Kaiserslautern II        | RL                       | 3          | 0          | -               | -               | -               | -                  | -                  | -                  | -           | -           | -           | 3      | 0      |        |
| Totale Kaiserslautern II | Totale Kaiserslautern II | Totale Kaiserslautern II | 27         | 1          |                 | -               | -               |                    | -                  | -                  |             | -           | -           | 27     | 1      |        |
| 2016-2017                | Kaiserslautern           | ZL                       | 24         | 0          | CG              | 0               | 0               | -                  | -                  | -                  | -           | -           | -           | 24     | 0      |        |
| lug.-ago. 2017           | Kaiserslautern           | ZL                       | 3          | 0          | CG              | 1               | 0               | -                  | -                  | -                  | -           | -           | -           | 4      | 0      |        |
| Totale Kaiserslautern    | Totale Kaiserslautern    | Totale Kaiserslautern    | 27         | 0          |                 | 1               | 0               |                    | -                  | -                  |             | -           | -           | 28     | 0      |        |
| ago. 2017-2018           | Friburgo                 | BL                       | 26         | 2          | CG              | 2               | 0               | UEL                | -                  | -                  | -           | -           | -           | 28     | 2      |        |
| 2018-2019                | Friburgo                 | BL                       | 24         | 1          | CG              | 1               | 0               |                    | -                  | -                  | -           | -           | -           | 25     | 1      |        |
| 2019-2020                | Friburgo                 | BL                       | 32         | 1          | CG              | 2               | 1               |                    | -                  | -                  | -           | -           | -           | 34     | 2      |        |
| Totale Friburgo          | Totale Friburgo          | Totale Friburgo          | 82         | 4          |                 | 5               | 1               |                    | -                  | -                  |             | -           | -           | 87     | 5      |        |
| 2020-2021                | Leeds Utd                | PL                       | 17         | 0          | FACup+CdL       | 0+0             | 0               | -                  | -                  | -                  | -           | -           | -           | 17     | 0      |        |
| 2021-2022                | Leeds Utd                | PL                       | 20         | 0          | FACup+CdL       | 1+0             | 0               | -                  | -                  | -                  | -           | -           | -           | 21     | 0      |        |
| 2022-2023                | Leeds Utd                | PL                       | 36         | 0          | FACup+CdL       | 2+1             | 0               | -                  | -                  | -                  | -           | -           | -           | 39     | 0      |        |
| Totale Leeds             | Totale Leeds             | Totale Leeds             | 73         | 0          |                 | 4               | 0               |                    | -                  | -                  |             | -           | -           | 77     | 0      |        |
| 2023-2024                | Eintracht Francoforte    | BL                       | 4          | 0          | CG              | 1               | 0               | UECL               | 3                  | 1                  | -           | -           | -           | 8      | 1      |        |
| Totale carriera          | Totale carriera          | Totale carriera          | 213        | 7          |                 | 13              | 1               |                    | 3                  | 1                  |             | -           | -           | 229    | 9      |        |

### Cronologia presenze e reti in nazionale
| Cronologia completa delle presenze e delle reti in nazionale ― Germania | Cronologia completa delle presenze e delle reti in nazionale ― Germania | Cronologia completa delle presenze e delle reti in nazionale ― Germania | Cronologia completa delle presenze e delle reti in nazionale ― Germania | Cronologia completa delle presenze e delle reti in nazionale ― Germania | Cronologia completa delle presenze e delle reti in nazionale ― Germania | Cronologia completa delle presenze e delle reti in nazionale ― Germania | Cronologia completa delle presenze e delle reti in nazionale ― Germania |
| Data                                                                    | Città                                                                   | In casa                                                                 | Risultato                                                               | Ospiti                                                                  | Competizione                                                            | Reti                                                                    | Note                                                                    |
| ----------------------------------------------------------------------- | ----------------------------------------------------------------------- | ----------------------------------------------------------------------- | ----------------------------------------------------------------------- | ----------------------------------------------------------------------- | ----------------------------------------------------------------------- | ----------------------------------------------------------------------- | ----------------------------------------------------------------------- |
| 9-10-2019                                                               | Dortmund                                                                | Germania                                                                | 2 – 2                                                                   | Argentina                                                               | Amichevole                                                              | -                                                                       |                                                                         |
| 16-11-2019                                                              | Mönchengladbach                                                         | Germania                                                                | 4 – 0                                                                   | Bielorussia                                                             | Qual. Euro 2020                                                         | -                                                                       | 75’                                                                     |
| 3-9-2020                                                                | Stoccarda                                                               | Germania                                                                | 1 – 1                                                                   | Spagna                                                                  | UEFA Nations League 2020-2021 - 1º turno                                | -                                                                       | 90+1’                                                                   |
| 7-10-2020                                                               | Colonia                                                                 | Germania                                                                | 3 – 3                                                                   | Turchia                                                                 | Amichevole                                                              | -                                                                       |                                                                         |
| 11-11-2020                                                              | Berlino                                                                 | Germania                                                                | 1 – 0                                                                   | Rep. Ceca                                                               | Amichevole                                                              | -                                                                       |                                                                         |
| 14-11-2020                                                              | Lipsia                                                                  | Germania                                                                | 3 – 1                                                                   | Ucraina                                                                 | UEFA Nations League 2020-2021 - 1º turno                                | -                                                                       |                                                                         |
| 17-11-2020                                                              | Siviglia                                                                | Spagna                                                                  | 6 – 0                                                                   | Germania                                                                | UEFA Nations League 2020-2021 - 1º turno                                | -                                                                       | 37’                                                                     |
| 2-6-2021                                                                | Innsbruck                                                               | Germania                                                                | 1 – 1                                                                   | Danimarca                                                               | Amichevole                                                              | -                                                                       | 59’                                                                     |
| 3-6-2024                                                                | Norimberga                                                              | Germania                                                                | 0 – 0                                                                   | Ucraina                                                                 | Amichevole                                                              | -                                                                       | 60’                                                                     |
| 7-9-2024                                                                | Düsseldorf                                                              | Germania                                                                | 5 – 0                                                                   | Ungheria                                                                | UEFA Nations League 2024-2025 - 1º turno                                | -                                                                       | 69’                                                                     |
| 16-11-2024                                                              | Friburgo in Brisgovia                                                   | Germania                                                                | 7 – 0                                                                   | Bosnia ed Erzegovina                                                    | UEFA Nations League 2024-2025 - 1º turno                                | -                                                                       | 73’                                                                     |
| 19-11-2024                                                              | Budapest                                                                | Ungheria                                                                | 1 – 1                                                                   | Germania                                                                | UEFA Nations League 2024-2025 - 1º turno                                | -                                                                       |                                                                         |
| 4-6-2025                                                                | Monaco di Baviera                                                       | Germania                                                                | 1 – 2                                                                   | Portogallo                                                              | UEFA Nations League 2024-2025 - Semifinale                              | -                                                                       |                                                                         |
| 8-6-2025                                                                | Stoccarda                                                               | Germania                                                                | 0 – 2                                                                   | Francia                                                                 | UEFA Nations League 2024-2025 - Finale 3º posto                         | -                                                                       |                                                                         |
| Totale                                                                  |                                                                         | Presenze                                                                | 14                                                                      |                                                                         | Reti                                                                    | 0                                                                       |                                                                         |

## Palmarès

### Individuale
- Squadra della stagione della UEFA Europa League: 1

2024-2025